# Deewaar
Pour plus de détails, voir Fiche technique et Distribution.
Deewaar (दीवार) est un film indien réalisé par Yash Chopra, sorti en 1975.

## Synopsis
Vijay et Ravi sont deux frères, l'un est une figure des bas-fonds, l'autre est policier.

## Fiche technique
- Titre : Deewaar
- Titre original : दीवार
- Réalisation : Yash Chopra
- Scénario : Javed Akhtar et Salim Khan
- Musique : Rahul Dev Burman
- Photographie : Kay Gee
- Montage : T. R. Mangeshkar et Pran Mehra
- Production : Gulshan Rai
- Société de production : Trimurti Films
- Pays de production :  Inde
- Genre : Action, policier, drame et thriller
- Durée : 174 min
- Dates de sortie : 
  - Inde : 24 janvier 1975
  - Franc : 15 juin 1977

## Distribution
- Amitabh Bachchan : Vijay Verma
- Shashi Kapoor : Ravi Verma
- Nirupa Roy : Sumitra Devi
- Parveen Babi : Anita
- Neetu Singh : Leena Narang
- Manmohan Krishna : Narang
- Madan Puri : Samant

## Distinctions
Le film a reçu neuf nominations aux Filmfare Awards et a remporté sept prix : Meilleur film, Meilleur second rôle masculin pour Shashi Kapoor, Meilleur réalisateur, Meilleur scénario, Meilleur histoire, Meilleur dialoguiste et Meilleur preneur de son.